# Natalie Coleová
Natalie Maria Coleová (6. února 1950 Los Angeles, Kalifornie – 31. prosince 2015 Los Angeles) byla americká zpěvačka a skladatelka, dcera hudebníka Nat King Colea. V první fázi kariéry se prosadila stylem R&B, poté postupně přešla ke středovému proudu pop music a od 90. let se začala více orientovat na jazz. Celosvětově prodala přibližně 30 milionů nahrávek a obdržela devět hudebních Cen Grammy.

## Osobní život
Narodila se v Hollywoodu jako dcera hudebníka Nat King Colea a tehdy již bývalé zpěvačky Orchestru Duke Ellingtona Marie Coleové Ellingtonové. V šesti letech zpívala na vánočním albu svého otce a s veřejným vystupováním začala v jedenácti letech života.
Strýc z otcovy strany Freddy Cole je zpěvák a pianista, který nahrál řadu alb a získal několik ocenění. Ve věku patnácti let, kdy navštěvovala massachusettskou školu Northfield Mount Hermon School v Northfieldu, zemřel otec na karcinom plic. Následoval složitý vztah s matkou. Ve vysokoškolských studiích pokračovala na Massachusettské univerzitě v Amherstu. Na krátký čas přestoupila na Jihokalifornskou univerzitu, kde vstoupila do spolku Delta Sigma Théta. Poté se opět vrátila na Massachusettskou univerzitu, na níž byla jejím hlavním oborem dětská psychologie a druhým pak němčina. Absolvovala v roce 1972.
Roku 2000 vydala autobiografii Angel on My Shoulder (Anděl na mém rameni), ve které se přiznala k minulé zkušenosti s drogovou závislostí na heroinu a kokainu a následné odvykací kúře. V roce 2001 byl její životní příběh zfilmován ve snímku Žít pro lásku: Příběh Natalie Coleové, kde ztvárnila samu sebe.
V České republice poprvé vystoupila 15. července 2014 ve Státní opeře Praha na festivalu Prague Proms. Zpěvačku na koncertu doprovodil Český národní symfonický orchestr.

## Soukromý život

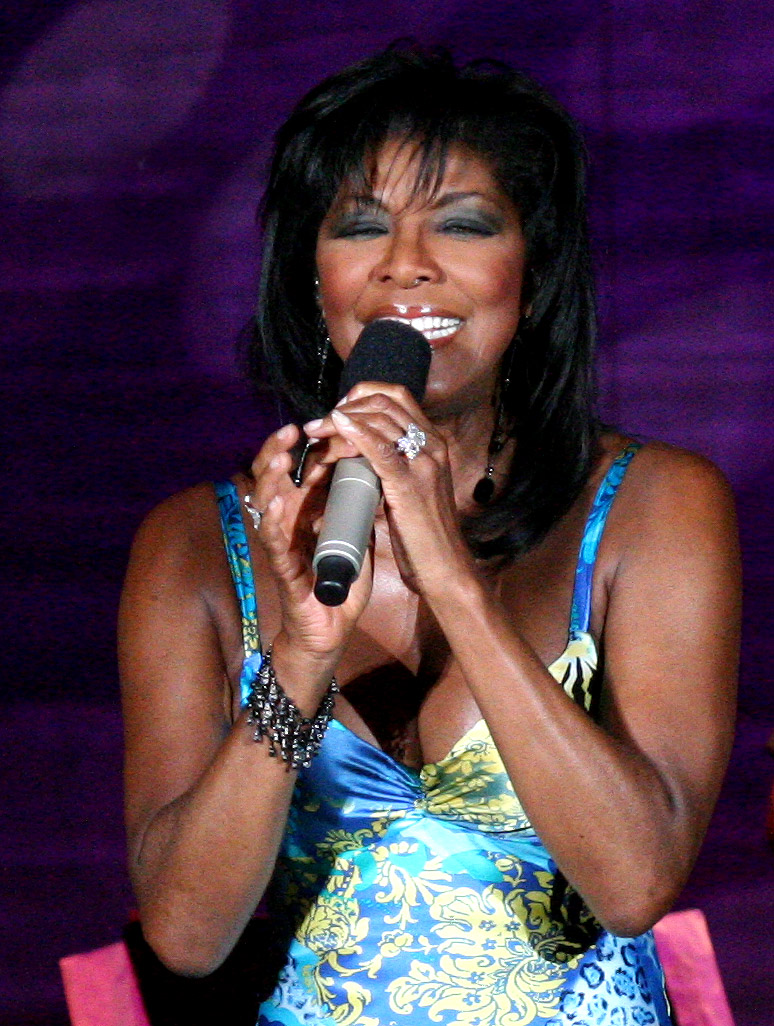
Natalie Coleová, 2007

Poprvé se vdala 31. července 1976 za skladatele a producenta Marvina Yancyho. Pod jeho vlivem přestoupila od episkopální církve k baptistům. Do manželství se narodil syn Robert Adam Yancy (nar. 1977), který jako hudebník v dospělosti koncertoval s matkou. Pár se rozvedl v roce 1980, pět let předtím než Yancy zemřel ve třiceti čtyřech letech na srdeční selhání. V letech 1989–1995 se druhým manželem stal producent Andre Fischer, bývalý bubeník kapely Rufus. V roce 2001 se zpěvačka potřetí provdala za biskupa Kennetha Dupreeho. Manželství se rozpadlo roku 2004.
V roce 2008 oznámila, že jí byla diagnostikována hepatitida C, což přisuzovala dřívější nitrožilní aplikaci drog. Čtyři měsíce po zahájení léčby došlo k selhání ledvin a dalších devět měsíců absolvovala dialýzu. Transplantaci ledviny podstoupila 19. května 2009 v Los Angeles. Téhož dne zemřela její sestra, herečka a hudební producentka Carole Coleová.
V prosinci 2015 zrušila několik vystoupení pro nemoc. Oznámení o úmrtí 31. prosince 2015 v losangeleském Cedars-Sinai Medical Center bylo vydáno 1. ledna 2016. Podle tiskové mluvčí Coleové, Maureen O’Connorové, byla smrt následkem městnavého srdečního selhání.

## Diskografie
- 1975: Inseparable
- 1976: Natalie
- 1977: Unpredictable
- 1977: Thankful
- 1979: I Love You So
- 1980: Don't Look Back
- 1981: Happy Love
- 1983: I'm Ready
- 1985: Dangerous
- 1987: Everlasting
- 1989: Good to Be Back
- 1991: Unforgettable… with Love
- 1993: Take a Look
- 1994: Holly & Ivy
- 1996: Stardust
- 1999: Snowfall on the Sahara
- 2002: Ask a Woman Who Knows
- 2006: Leavin'
- 2008: Still Unforgettable
- 2008: Caroling, Caroling: Christmas with Natalie Cole
- 2010: The Most Wonderful Time of the Year
- 2013: Natalie Cole en Español

## Vybraná hudební ocenění

### Ceny Grammy
| Přehled Cen Grammy |                                        |                                           |             |          |
| Rok                | kategorie                              | název nahrávky                            | styl        | výsledek |
| 2009               | nejlepší vokální album tradičního popu | Still Unforgettable                       | Trad Pop    | vítězka  |
| 2007               | nejlepší výkon zpěvačky v R&B          | Day Dreaming                              | R&B         | nominace |
| 1996               | nejlepší práce s hlasem v popu         | „When I Fall In Love“ (s Nat King Colem)  | Pop         | vítězka  |
| 1996               | nejlepší výkon v tradičním popu        | „Stardust“                                | Trad Pop    | nominace |
| 1993               | nejlepší hlasový výkon v jazzu         | Take a Look                               | Jazz        | vítězka  |
| 1991               | nahrávka roku                          | „Unforgettable“ (s Nat King Colem)        | General     | vítězka  |
| 1991               | album roku                             | Unforgettable... with Love                | bez rozdílu | vítězka  |
| 1991               | nejlepší výkon v popu                  | Unforgettable... with Love                | Trad Pop    | vítězka  |
| 1991               | nejlepší hlasový výkon v jazzu         | Long 'Bout Midnight                       | Jazz        | nominace |
| 1989               | nejlepší výkon v R&B – duo či skupina  | „We Sing Praises“ (s Deniecem Williamsem) | R&B         | nominace |
| 1989               | nejlepší hlasový výkon zpěvačky v R&B  | Good to Be Back                           | R&B         | nominace |
| 1987               | nejlepší hlasový výkon zpěvačky v R&B  | Everlasting                               | R&B         | nominace |
| 1979               | nejlepší hlasový výkon zpěvačky v R&B  | I Love You So                             | R&B         | nominace |
| 1978               | nejlepší hlasový výkon zpěvačky v R&B  | „Our Love“                                | R&B         | nominace |
| 1977               | nejlepší hlasový výkon zpěvačky v R&B  | „I've Got Love on My Mind“                | R&B         | nominace |
| 1976               | nejlepší hlasový výkon zpěvačky v R&B  | „Sophisticated Lady“                      | R&B         | vítězka  |
| 1976               | nejlepší vokální výkon zpěvačky v popu | Natalie                                   | Pop         | nominace |
| 1975               | nejlepší vokální výkon zpěvačky v R&B  | „This Will Be“                            | R&B         | vítězka  |
| 1975               | nejlepší nový umělec roku              |                                           | bez rozdílu | vítězka  |

### Další ceny
| Ceny Natalie Coleové |                                                                             |                                   |          |
| Rok                  | kategorie                                                                   | cena                              | výsledek |
| 2002 2009            | nejlepší jazzová zpěvačka                                                   | NAACP Image Awards                | vítězka  |
| 2000                 | nejlepší herečka – televize, drama (Livin for Love: The Natalie Cole Story) | NAACP Image Awards                | vítězka  |
| 1999                 | autor hitů                                                                  | Songwriters Hall of Fame          | vítězka  |
| 1993                 | celoživotní hudební přínos                                                  | The George and Ira Gershwin Award | vítězka  |
| 1991                 | nejlepší umělec – Adult contemporary                                        | American Music Awards             | vítězka  |
| 1978                 | nejlepší hudební umělkyně – Soul / Rhythm & Blues                           | American Music Awards             | vítězka  |
| 1977                 | nejlepší hudební umělkyně – Soul / Rhythm & Blues                           | American Music Awards             | vítězka  |

## Výběr filmografie

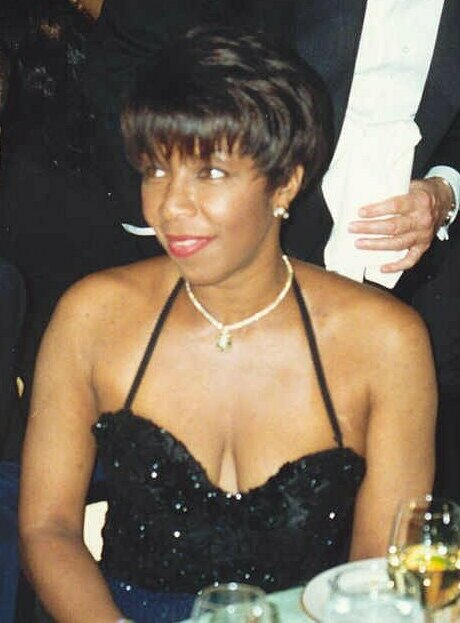
Na 44. ročníku udílení Cen Emmy, 1992

| Rok  | název                                    | role       |
| ---- | ---------------------------------------- | ---------- |
| 1990 | Comic Relief (HBO Special)               |            |
| 1992 | A Tribute To Nat King Cole (BBC Special) |            |
| 1996 | Abducted: A Father's Love                |            |
| 1997 | Kočky netančí                            | Sawyer     |
| 1998 | Vždy proti přesile                       | Iula Brown |
| 2001 | Žít pro lásku: Příběh Natalie Coleové    | sama sebe  |
| 2004 | De-Lovely                                |            |
| 2004 | Hudba duše                               |            |
| 2006 | Chirurgové                               | pacientka  |